# Noordeloos
Noordeloos est un village qui fait partie de la commune de Molenlanden dans la province néerlandaise de Hollande-Méridionale.
Noordeloos a été une commune indépendante jusqu'au 1er janvier 1986. Elle a fusionné avec Giessenburg, Hoogblokland, Arkel, Hoornaar et Schelluinen pour former la nouvelle commune de Giessenlanden.

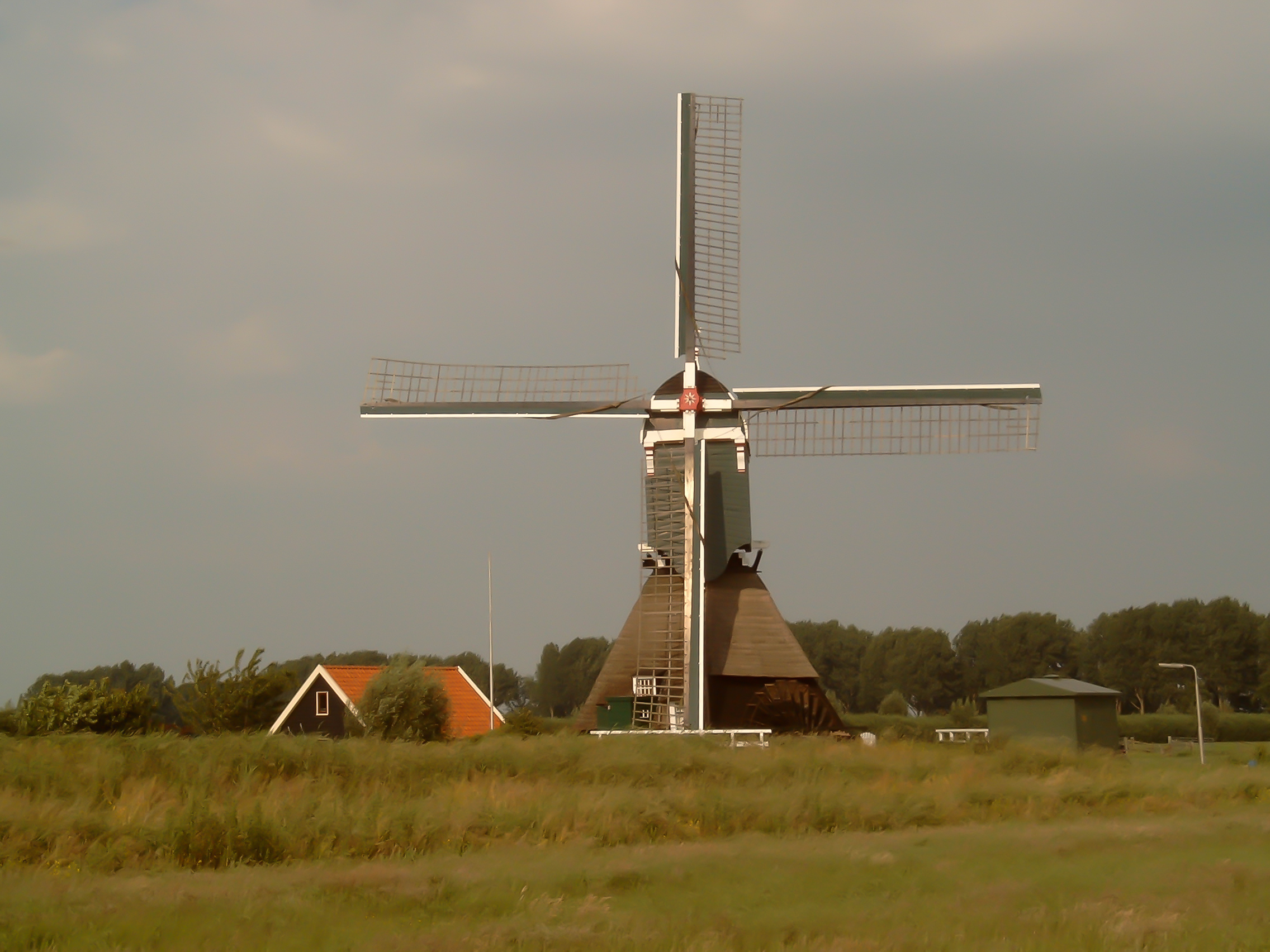
Noordeloos, moulin: de Boterslootse molen

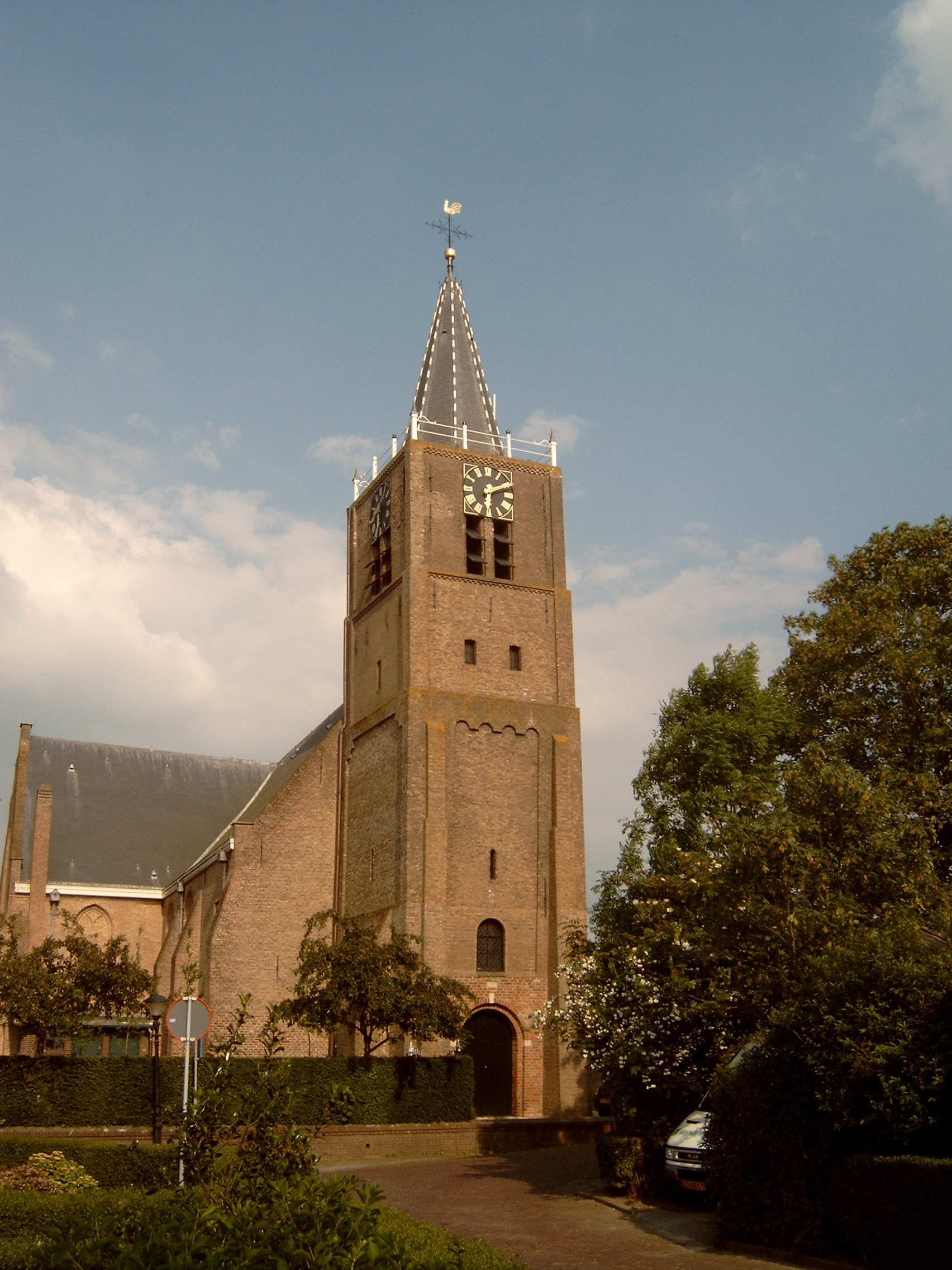
Noordeloos, église: de Grote Kerk

## Personnalité liée à la commune
- Jo van Ammers-Küller (1884-1966), écrivaine néerlandaise.